# Оулункюля (станція)
60°13′41″ пн. ш. 24°58′00″ сх. д. / 60.228056° пн. ш. 24.966667° сх. д.
Оулункюля (фін. Oulunkylän rautatieasema, швед. Åggelby järnvägsstation) — залізнична станція мережі приміських залізниць Гельсінкі, розташована в Оулункюля, Гельсінкі, Фінляндія, між станціями Пукінм'які та Кяпюля, приблизно за 7 км N від Гельсінкі-Центральний.
Пасажирообіг у 2019 склав 2,736,736 осіб 

Відкрита 1873 року. 
Конструкція — наземна відкрита, з двома прямими острівними платформами.

## Пересадки
- Автобуси: 53, 64, 69, 550, 603